# Ernst Evald Bergroth
Ernst Evald (ou Ewald) Bergroth est un médecin et un entomologiste suédois de Finlande, né le 1er avril 1857 à Jakobstad et mort le 22 novembre 1925 à Ekenäs.

## Biographie
Ce médecin se spécialise dans les hétéroptères et les diptères. Il vit aux États-Unis de 1906 à 1911.

### Sources
- Anthony Musgrave (1932). Bibliography of Australian Entomology, 1775-1930, with biographical notes on authors and collectors, Royal Zoological Society of New South Wales (Sydney) : viii + 380.